# Mokhtar Dhouieb
Mokhtar Dhouieb (23 de marzo de 1953) es un exfutbolista tunecino. Durante su carrera jugó en el Club Sportif Sfaxien de su país, con el que ganó en 1978 el Championnat de Ligue Profesionelle 1.
Con su selección jugó la Copa Africana de Naciones 1978 y la Copa Mundial de Fútbol de 1978, competición en la que convirtió un gol frente a México.

## Equipos
| Periodo   | Club       |
| --------- | ---------- |
| 1972-1979 | CS Sfaxien |
| 1979-1980 | Al-Nassr   |
| 1980-1982 | CS Sfaxien |